# Erich Strätling
Erich Strätling (* 23. Oktober 1918 in Essen; † 16. September 2003 in Bonn) war ein deutscher Diplomat.

## Leben
Strätling studierte Rechtswissenschaften an der Universität Bonn und war Soldat im Zweiten Weltkrieg. Nach Freilassung aus sowjetischer Kriegsgefangenschaft war er Mitarbeiter im Parlamentarischen Rat, später im Rechtsausschuss des Deutschen Bundestages.
Er war deutscher Botschafter
- 1966–1971 in Bukarest für Rumänien, bis Januar 1967 Leiter der Handelsmission
- 1971–1976 in Pretoria für Südafrika, Lesotho, Swasiland
- 1976–1979 in Santiago de Chile für Chile
- 1979–1983 in Ottawa für Kanada

Während seiner Amtszeit in Rumänien wurden 1967 diplomatische Beziehungen zwischen der Bundesrepublik Deutschland und der Volksrepublik Rumänien aufgenommen.
1977, als die Colonia Dignidad unter die Beobachtung von UNO und Amnesty International geriet und schwere Menschenrechtsverletzungen angeprangert wurden, wurde Strätling vom Auswärtigen Amt beauftragt, die Vorwürfe zu prüfen und sich vor Ort ein Bild zu machen. Nach einem mehrtägigen Besuch in der Colonia bei ihrem Anführer Paul Schäfer meldete Strätling, er gebe sein Ehrenwort, dass die Vorwürfe (darunter Folter und Kindesmissbrauch) vollkommen haltlos seien. Zu Schäfer hatte er schon zuvor engen freundschaftlichen Kontakt. So sollen konsularische Angelegenheiten, wie Passverlängerungen oder Lebensbescheinigungen für die Rente, in großzügigen Sammelverfahren erledigt worden sein. Nach dem Ende der Militärdiktatur in Chile unter General Augusto Pinochet 1990 erwiesen sich jedoch alle Vorwürfe als wahr.
Im April 2016 räumte Bundesaußenminister Frank-Walter Steinmeier bei einer Veranstaltung zum Film Colonia Dignidad – Es gibt kein Zurück jahrelange gravierende Versäumnisse des Auswärtigen Amtes und des damaligen Botschaftspersonals ein: „Von den sechziger bis in die achtziger Jahre haben deutsche Diplomaten bestenfalls weggeschaut – jedenfalls eindeutig zu wenig für den Schutz ihrer Landsleute in dieser Kolonie getan.“
Nach seiner Pensionierung war Strätling in den 1980er Jahren Vizepräsident des Forschungsinstituts der Deutschen Gesellschaft für Auswärtige Politik (DGAP) in Bonn.
Bundespräsident Walter Scheel ehrte ihn 1979 mit dem Großen Verdienstkreuz des Verdienstordens der Bundesrepublik Deutschland.
Erich Strätling war von 1949 bis zu seinem Tode engagiertes Mitglied der katholischen Studentenverbindung KDStV Ascania Bonn im Cartellverband (CV).

## Schriften
- Erich Strätling, Helmut Koch: Wie wird der Bundestag gewählt? Deutscher Bundes-Verlag, 1953.
- Erich Strätling: Wie entsteht ein Bundesgesetz? 10. Auflage, Deutscher Bundes-Verlag, 1967.
- Erich Strätling: Der Parlamentarische Rat 1948-1949. Mit der „Parlamentarischen Elegie“ von Carlo Schmid. Neske, Stuttgart 1989, ISBN 3-7885-0321-1, ISBN 3-7885-0319-X.
- Willy Brandt (Autor), Erich Straetling (Autor), Helmut Herles (Autor), Günter Neske (Herausgeber): Vierzig Jahre Deutscher Bundestag. Neske, Stuttgart 1989, ISBN 3-7885-0317-3.
- Erich Strätling: Der Parlamentarische Rat 1948-49 bis 1989. - Vierzig Jahre Landesverfassung Nordrhein-Westfalen. Katalog der Landesausstellung, Düsseldorf 1990.